# Espècie altricial

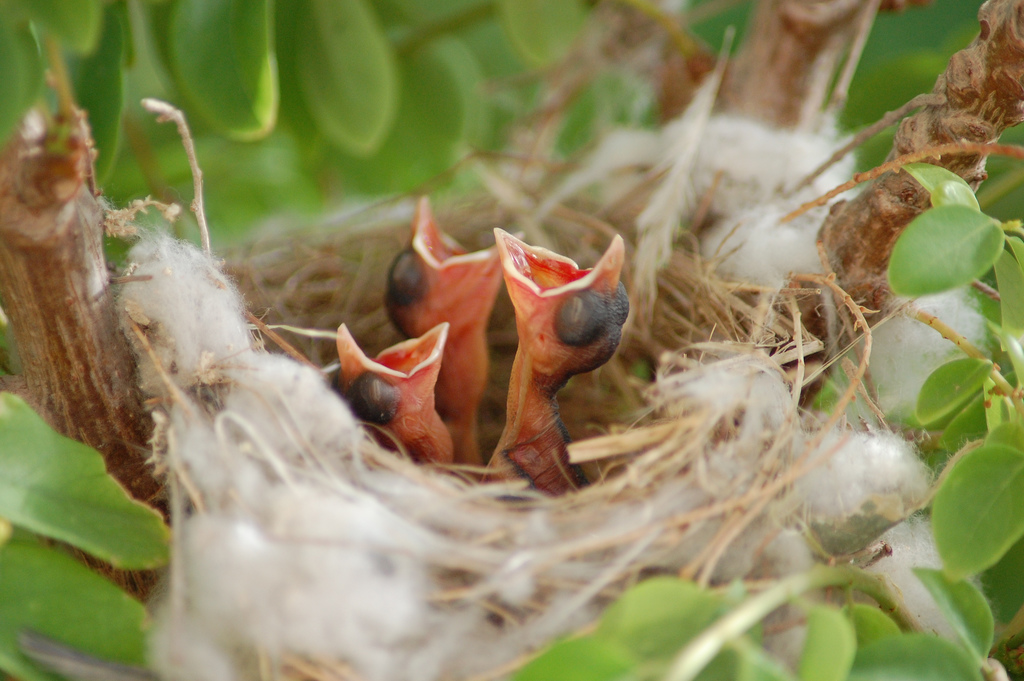
Cries altricials d'aus.

En zoologia, les cries altricials són aquelles que neixen cegues, sense els conductes auditius oberts, pràcticament sense pèl i amb una mobilitat molt limitada. El seu organisme ha de madurar després del naixement per assolir les característiques de l'individu adult i necessita un llarg procés d'aprenentatge. En el cas contrari, quan les cries neixen ja molt desenvolupades, es denominen espècies precocials.
L'ésser humà es troba entre les espècies altricials, igual que el conill domèstic i el gos.